# ترسا وینچنزو باند
ترزا (تریسی) باند (انگلیسی: Teresa "Tracy" Bond) با نام اصلی کونتسا ترزا دی‌ویچنزو و نام مستعار دراکو، شخصیت داستان‌های جیمز باند است که با جایگاه باندگرل شناخته می‌شود. او در رمان در خدمت سرویس مخفی ملکه (۱۹۶۳) ظاهر و اولین باندگرلی شد که با جیمز باند پیوند زناشویی می‌بندد. در فیلم سینمایی اقتباس‌شده از این رمان، با نام در خدمت سرویس مخفی ملکه (۱۹۶۹)، نقش تریسی توسط دایانا ریگ به‌تصویر کشیده‌شد.
گفته می‌شود که دوران عاشقانه ایان فلمینگ با موریل رایت در زمان جنگ، که حین اسکی در کیتسبوهل باهم آشنا شدند، الهام‌بخش شخصیت تریسی باند بوده. مرگ ناگهانی رایت در سال ۱۹۳۳ در اثر بمباران آپارتمانش در لندن و اندوه متعاقب آن، در رمان‌های فلمینگ با مرگ غیرمنتظره تریسی و تأثیر آن بر جیمز باند منعکس شده‌است. این موضوع در آثار سینمایی نیز مشهود است.

## سرگذشت

### در رمان
طبق رمان در خدمت سرویش مخفی ملکه که در سال ۱۹۶۳ توسط ایان فلمینگ به نگارش درآمد، ترزا دراکو متولد سال ۱۹۳۷ و تنها فرزند مارک آنژ دراکو بود.
پدر تریسی رئیس یک گروه مافیایی قدرتمند در اروپا بود. مادرش نیز به‌عنوان فرماندار برای دولت انگلیس کار می‌کرد. بعد از درگذشت مادر تریسی در سال ۱۹۵۵، پدرش او را به یک مدرسۀ شبانه‌روزی در سوئیس می‌فرستد. تریسی که از زندگی در کنار خانواده محروم شده، رسوایی‌های متعدد به بار می‌آورد. در نتیجه، پدرش کمک‌هزینه‌های او را قطع می‌کند. تریسی هم از روی لجبازی مرتکب «حماقت‌های بزرگتر» می‌شود و با اشراف‌زاده‌ای از ایتالیا به‌نام کُنت جولیو دی‌وینچنزو ازدواج می‌کند. این مرد بعداً بخش زیادی از سرمایۀ تریسی را تصاحب و او را ترک می‌کند. پدر تریسی حاضر می‌شود در ازای طلاق دخترش به جولیو دی‌وینچزو پول بپردازد. فرزند آنها نزد تریسی بزرگ می‌شود تا این‌که بعداً بر اثر مننژیت نخاعی از بین می‌رود. جولیو دی‌وینچزو نیز بعداً در حین رانندگی با یکی از معشوقه‌هایش تصادف می‌کند و می‌میرد. تریسی که از غم و اندوه فوت دخترش افسرده شده، تصمیم به خودکشی می‌گیرد، اما جیمز باند او را نجات می‌دهد.
پدر تریسی در محل کارش در لیسبون با باند ملاقات می‌کند و دربارۀ گذشته پردردسر دخترش برای او توضیح می‌دهد. سپس از باند درخواست می‌کند که به رابطه‌اش با تریسی ادامه دهد چون به نظرش رابطه آنها به بهبود روحیه تریسی کمک خواهد کرد. باند در ابتدا قبول نمی‌کند، اما پدر تریسی حاضر می‌شود در صورت پذیرش این پیشنهاد، اطلاعات لازم برای دستگیری بلوفلد را در اختیار باند قرار دهد. در نتیجه، باند نظرش را تغییر می‌دهد. بعد از حوادث رمان گلوله آتشین و نابودی سازمان اسپکتر، باند به دنبال ارنست استاورو بلوفلد رفت و در مقطعی حاضر شد از ام‌آی۶ بازنشسته شود؛ زیرا حس می‌کرد که بهتر می‌تواند از توانایی‌های خودش استفاده کند.

### در فیلم

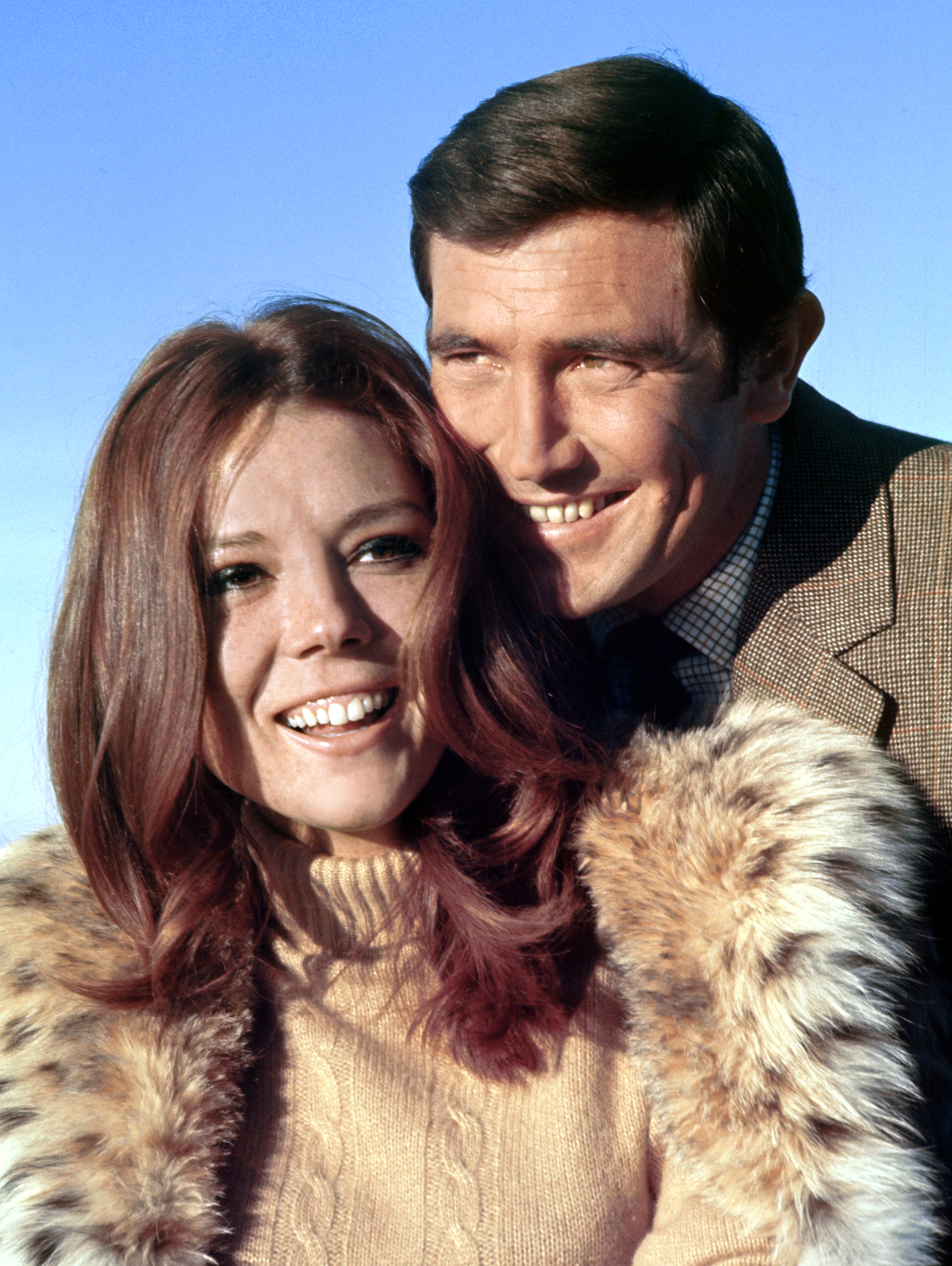

در نسخه سینمایی در خدمت سرویس مخفی ملکه که در سال ۱۹۶۹ اکران شد، دایانا ریگ به ایفای نقش تریسی پرداخت.
آن‌طورکه بعدا در فیلم فقط به‌خاطر چشمان تو مشخص می‌شود، تریسی متولد سال ۱۹۴۳ بوده. مشابه با رمان، او تنها فرزند مارک آنژ دراکو است و پدرش ریاست یک گروه مافیایی قدرتمند در اروپا را برعهده دارد. هرچند تشکیلات مافیایی پدر تریسی به وسعت سازمان اسپکتر نیست، ولی در سایه شرکت‌های قانونی مثل شرکت ساختمان‌سازی دراکو از نفوذ بسیار بالایی برخوردار است.
باند اولین‌بار تریسی را درحال قدم‌زدن در سواحل پرتغال می‌بیند. درحالی‌که تریسی خود را به دریا می‌اندازد تا خودکشی کند، باند او را نجات می‌دهد. سپس تریسی فرار می‌کند. کمی بعد، آنها در کازینوی هتل پالاسیو استوریل دوباره باهم برخورد می‌کنند. تریسی جسورانه با جیب خالی قمار می‌کند و می‌بازد؛ ولی باند بدهی او را می‌پردازد و باز هم نجاتش می‌دهد. وقتی او می‌خواهد برای اولین بار خود را به باند معرفی کند، از نام تریسی استفاده می‌کند؛ زیرا معتقد است که لیاقت نام ترسا را که از اسامی مقدس است، ندارد.
| « | تریسی: چرا اصرار دارید نجاتم بدید، آقای باند؟ باند: دیگه عادتم شده، این‌طور نیست کنتس ترسا؟ تریسی: ترسا آدم مقدسی بود، من تریسی هستم. باند: خب تریسی، دفعه بعد مطمئن‌تر بازی کن و روی عدد پنج شرط ببند. تریسی: کسی که بخواد زنده بمونه، مطمئن بازی می‌کنه. باند: لطفا زنده بمون، لااقل واسه امشب. تریسی (درحالی‌که کلید اتاقش را به طرف باند گرفته): بعد از من بیا بالا. | » |

مشابه با رمان، پدر تریسی و باند باهم معامله می‌کنند و مشخص می‌شود که بلوفلد با نام جعلی بلوشان، یک کلینیک تحقیقات آلرژی بالینی در پیز گلوریا در کوه‌های آلپ سوئیس تأسیس کرده‌است. تریسی از معاملۀ باند و پدرش خبردار و دلخور می‌شود، اما باند اطمینان می‌دهد که احساساتش نسبت به تریسی واقعی هستند. به‌این ترتیب، رابطه آنها ادامه پیدا می‌کند تا وقتی‌که باند برای به‌دام‌انداختن بلوفلد به مأموریت در سوئیس می‌رود.
تریسی محل مأموریت باند را از پدرش می‌پرسد و به ارتفاعات آلپ می‌رود. در شبی که باند از کلینیک پیز گلوریا فرار کرده و تحت تعقیب ایرما بونت و نیروهای اسپکتر است، تریسی خود را در دهکده لاوتربرونن به باند می‌رساند و او را نجات می‌دهد. خودروی شخصی تریسی در طول فیلم، مرکوری کوگر قرمز رنگ مدل ۱۹۶۹ است.
در طول شب کولاک می‌شود و باند و تریسی به یک اصطبل پناه می‌برند. در آنجا، باند به تریسی پیشنهاد ازدواج می‌دهد. صبح روز بعد، تریسی توسط بلوفلد به گروگان گرفته و در کلینیک او زندانی می‌شود. وقتی ام‌آی۶ برای نجات تریسی از باند حمایت نمی‌کند، او به پدر تریسی خبر می‌دهد و آنها به‌همراه نیروهای ویژه به کلینیک حمله، تشکیلات بلوفلد را منهدم و تریسی را آزاد می‌کنند.

باند به پرتغال برمی‌گردد و برای تریسی حلقه نامزدی می‌خرد. آن دو در همان‌جا عروسی می‌کنند. تریسی قبل از رفتن به ماه عسل تمایل خود را برای داشتن سه پسر و سه دختر ابراز می کند. باند هم به تریسی می‌گوید: «ما تمام وقت دنیا را خواهیم داشت». اندکی بعد، یک مرسدس بنز به خودروی آنها نزدیک می‌شود. درحالی‌که بلوفلد رانندگی می‌کند، ایرما بونت از صندلی عقب چندین‌بار با مسلسل ام‌پی ۴۰ شلیک می‌کند. یک گلوله به تریسی اصابت می‌کند و او بلافاصله جان می‌دهد. مرگ تریسی، تبدیل به یکی از معدود زخم‌های التیام‌نیافته باند می‌شود.

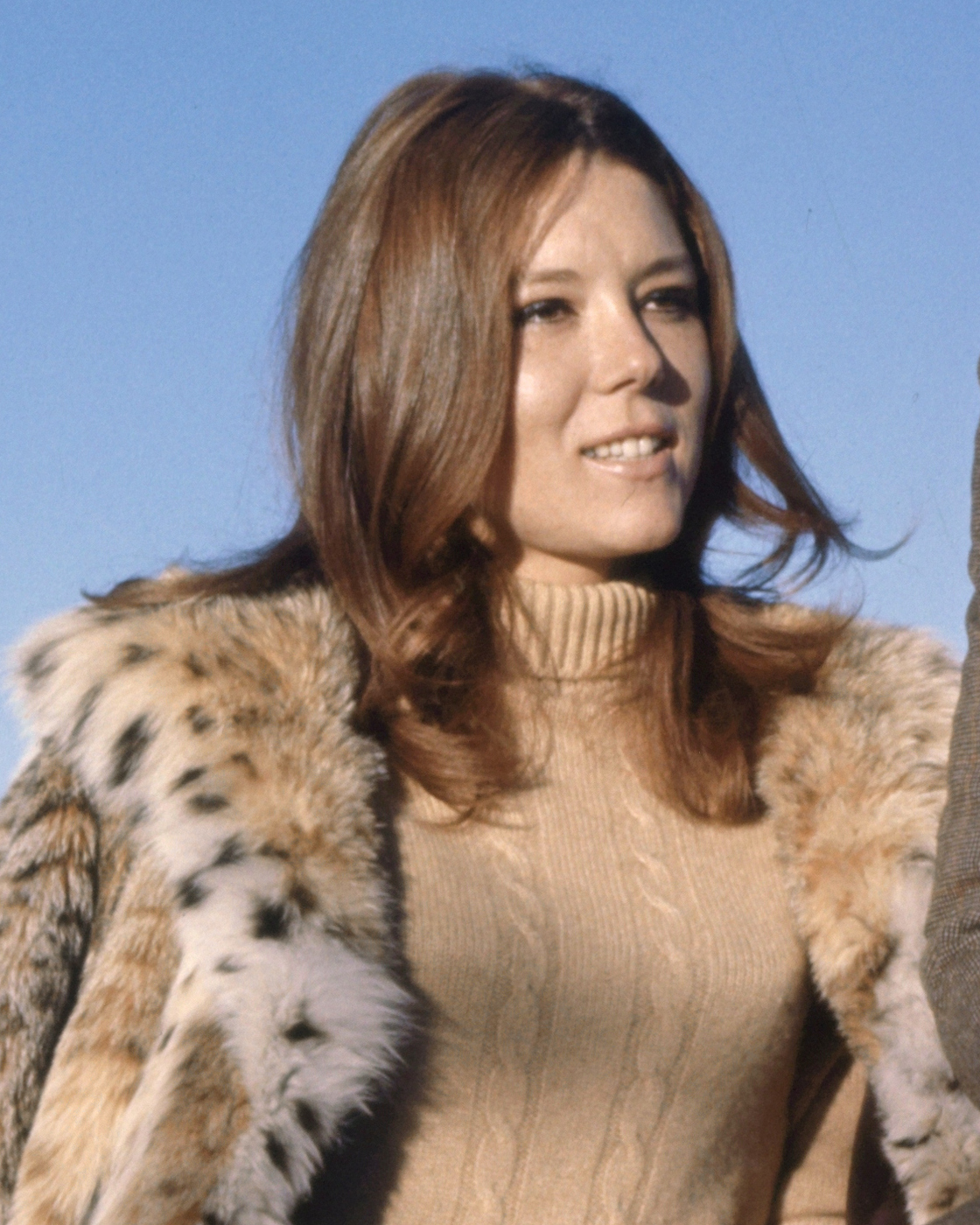
دایانا ریگ در نقش تریسی

## میراث
در رمان های فلمینگ، باند پس از مرگ تریسی، مردی شکسته است. در رمان فقط دوبار زندگی میکنید ، او به شدت شروع به نوشیدن الکل کرده است که بر کار او تأثیر گذاشته است. M مجبور است تصدیق کند که باند دیگر برای خدمت مناسب نیست. با این حال، او تصمیم می گیرد آخرین فرصت را به باند بدهد و او را به یک امر دیپلماتیک مرتبط با اطلاعات در ژاپن منصوب می کند . این به نوبه خود منجر به دوئل مرگ با بلوفلد در اوج رمان می شود و باند در نهایت انتقام خود را دریافت می کند اما از ناحیه سر آسیب می بیند که او را دچار فراموشی می کند .
در این فیلم، جیمز باند در حال ردیابی بلوفلد در سکانس تیتراژ پیش از عنوان الماس‌ها همیشه هستند . این فیلم توضیح نمی دهد که چرا و به تریسی اشاره نمی کند. در ابتدا، برنامه ریزی شده بود که سرویس مخفی اعلیحضرت با فرار باند و تریسی از عروسی خود به پایان برسد. صحنه هایی که او در آن فیلمبرداری شد همزمان با این هدف فیلمبرداری شد که سکانس پیش از عنوان الماس ها همیشه هستند . در نتیجه ترک نقش جورج لازنبی ، این صحنه ها به بخشی از سرویس مخفی اعلیحضرت تبدیل شدند .

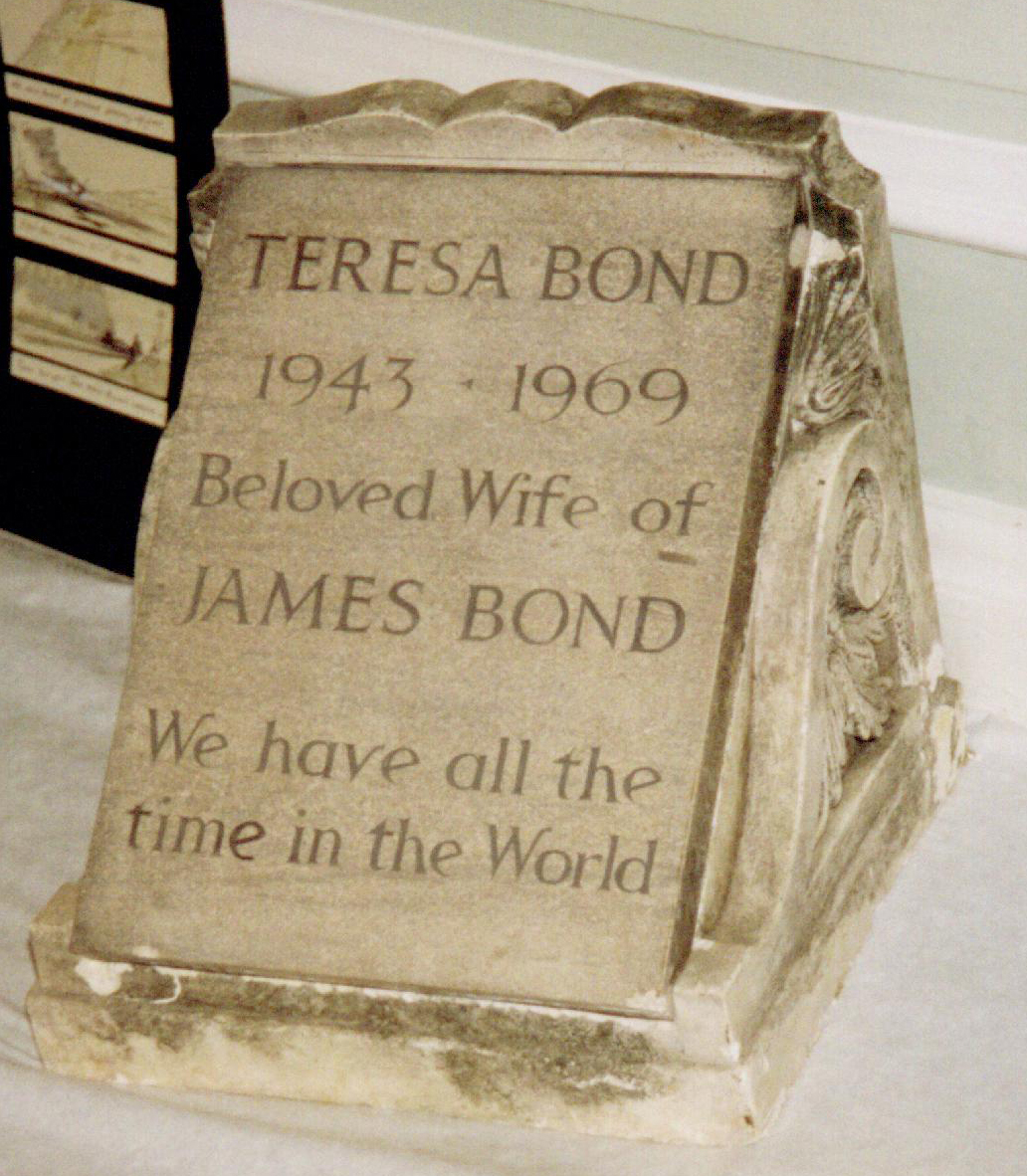
سنگ قبر همسر جیمز باند ،تریسی،که باند در فیلم فقط برای چشمان تو از آن بازدید می کند.

فیلم‌های بعدی، تا پایان خط زمانی اصلی در سال 2002، به این واقعیت اشاره می‌کنند که باند قبلاً ازدواج کرده بود، اما به‌طور زودگذر:
- در Live and Let Die ، پس از ورود باند به سن مونیک، دربان هتلی که در آن اقامت دارد به او اطلاع می‌دهد که «خانم باند» از قبل آنجاست. او ابتدا مبهوت می شود، اما با آن همراه می شود و وقتی با زن مورد نظر، مامور سیا، رزی کارور ملاقات می کند، چندین بار به شوخی او را خانم باند خطاب می کند.
- در جاسوسی که مرا دوست داشت ، وقتی باند با آنیا آماسووا در بار کلاب مجابا در قاهره ملاقات می کند ، زندگی حرفه ای و شخصی خود را برای او خلاصه می کند. وقتی او می‌گوید: "... بسیاری از دوستان خانم، اما فقط یک بار ازدواج کردند. همسرش کشته شد -"، باند او را کوتاه می‌کند و می‌گوید: "بسیار خوب، تو حرفت را زدی". آنیا اظهار می کند که او حساس است. باند پاسخ می دهد: "در مورد برخی چیزها، بله
  - در «فقط برای چشمان تو» ، در سکانس پیش از عنوان ، باند قبل از سوار شدن به هلیکوپتر ، گل‌هایی را بر سر قبر تریسی در حیاط کلیسای کلیسای سنت گیلز، استوک پوگ می‌گذارد . روی سنگ قبر نوشته شده است: "TERESA BOND، 1943-1969، همسر محبوب جیمز باند / ما تمام وقت را در جهان داریم" - با اشاره به کلمات پایانی در سرویس مخفی اعلیحضرت ، که به آهنگ تم آن فیلم تبدیل شد . این سنگ قبر نشان می‌دهد که تریسی در سال 1969 درگذشت، همان سالی که سرویس مخفی «On Her Majesty's Secret Service» منتشر شد.
  - در مجوز کشتن ، پس از عروسی فلیکس لایتر ، دلا همسر جدید فلیکس بند خود را به سمت باند پرتاب می کند و او را اذیت می کند، "کسی که این را می گیرد، نفر بعدی است که..." باند به طرز مشهودی دردمند به نظر می رسد. وقتی دلا در مورد آن از فلیکس می پرسد، فلیکس اشاره کوتاه و غم انگیزی به باند می کند که زمانی ازدواج کرده بود، "اما این مدت ها پیش بود."
  - در GoldenEye ، الک ترولیان به باند می گوید: «ممکن است از شما بپرسم که آیا تمام آن مارتینی های ودکا فریاد تمام مردانی را که کشته اید خاموش می کند... یا اینکه در آغوش همه آن زنانی که مایلند برای همه بخشش پیدا کنید. مرده هایی که نتوانستی از آنها محافظت کنی."
  - در کتاب «دنیا کافی نیست »، الکترا کینگ از باند می پرسد که آیا «تا به حال یکی از عزیزانش را از دست داده است». باند مکث می کند و سوال را کنار می گذارد.

## وسایل فیلم
لباس عروس تریسی به همراه مجموعه ای از وسایل جیمز باند اکنون در هتل آدمیرال میلان نگهداری می شود.